# Archibald Robertson (Maler)

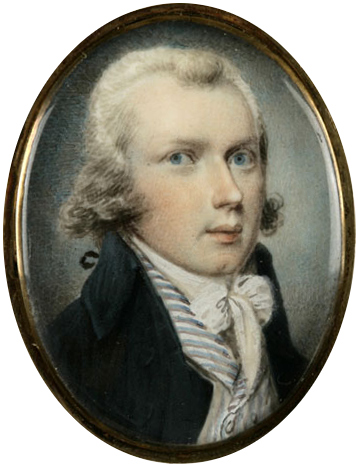
Archibald Robertson: Selbstporträt, um 1790–1795

Archibald Robertson (* 8. Mai 1765 in Monymusk bei Aberdeen, Schottland; † 6. Dezember 1835 in New York City) war ein schottisch-amerikanischer Maler, Miniaturporträtist und Lehrer. Gemeinsam mit seinem Bruder Alexander gründete er die Columbian Academy of Painting in New York.

## Leben
Archibald Robertson wurde 1765 in Monymusk als ältester von drei künstlerisch begabten Brüdern geboren. Seine Eltern waren Jean Ross und der Zeichner und Architekt William Robertson. Er besuchte von 1782 bis 1786 das Marischal College in Aberdeen und studierte anschließend in Edinburgh. Ab 1786 lernte er in London bei Sir Joshua Reynolds und Benjamin West und besuchte die Royal Academy of Arts. Nach seiner Ausbildung eröffnete er zunächst ein Atelier und eine Kunstschule in Aberdeen und arbeitete erfolgreich als Porträt- und Miniaturmaler sowie als Graveur.
1791 zog er mit seinem Bruder Alexander nach New York City. Kurz nach ihrer Ankunft malte Archibald Miniaturen von George und Martha Washington (1791–1792, Colonial Williamsburg, Virginia). Die Brüder gründeten die Columbian Academy of Painting, die erste Kunstschule der Stadt, die bis 1823 bestand. Im Jahr 1800 verfasste Robertson eine Abhandlung über die Miniaturmalerei in Briefform an seinen Bruder Andrew in Aberdeen. 1803 veröffentlichte er mit „Elements of the Graphic Arts“ das erste umfassende Zeichenhandbuch Amerikas. Beide Werke wurden in den USA und in England vielfach gelesen. Ab etwa 1810 malte Robertson topografische Landschaften und fertigte Architekturpläne für öffentliche Gebäude an. Als Gründungsmitglied der American Academy of the Fine Arts im Jahr 1802 war er bis zu seinem Lebensende als Akademiker, Funktionär und Aussteller tätig.
Archibald Robertson starb am 6. Dezember 1835 in New York City und wurde auf dem Green-Wood Cemetery in Brooklyn beerdigt. Seine 1823 verfassten, aber unveröffentlichten Memoiren, andere persönliche Unterlagen, eine Auswahl seiner Zeichnungen, seine Werkzeuge und eine tragbare Malkiste befinden sich in der Rosenbach Library in Philadelphia.

## Werk

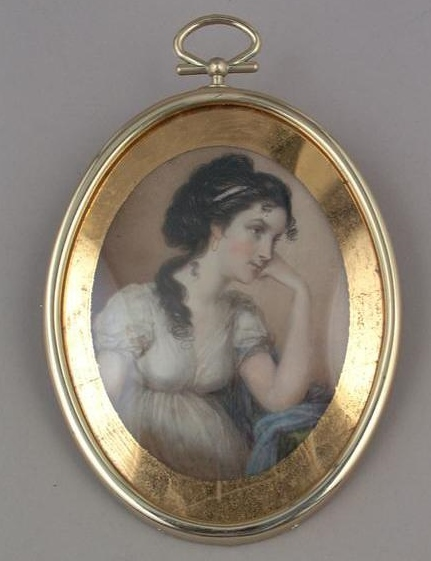
Archibald Robertson: Eliza Abramse Robertson, 1794

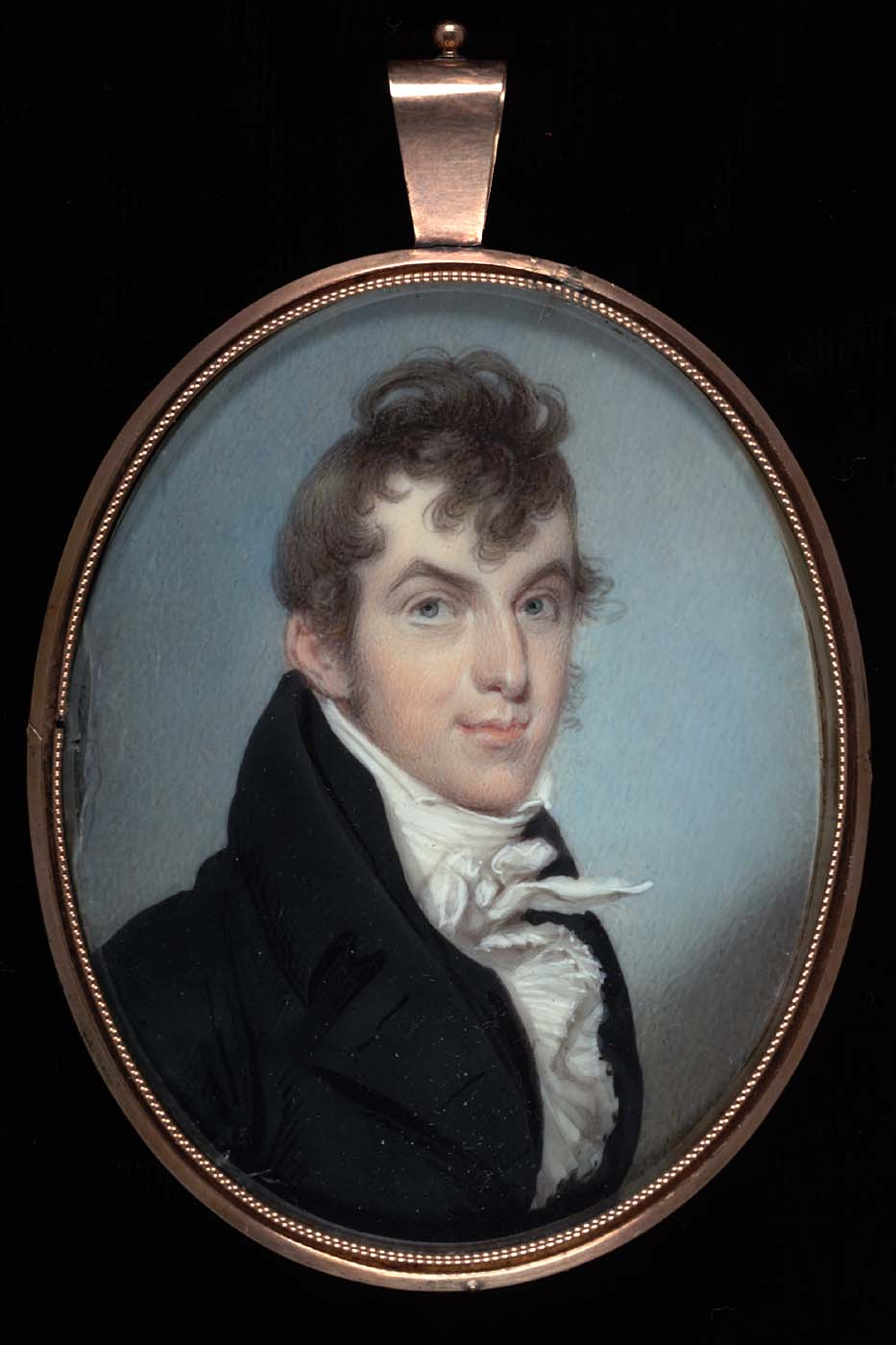
Archibald Robertson: William Mather Smith (Um 1810). Smithsonian American Art Museum

Archibald Robertson wurde vor allem für seine Miniaturporträts bekannt, die er kurz nach seiner Ankunft in den USA unter anderem George Washington widmete. Daneben schuf er Aquarelllandschaften, darunter Motive aus dem Hudson-River-Tal und Ansichten von New York City. Zudem umfasste seine künstlerische Tätigkeit Gravuren, insbesondere topographische Illustrationen, die er häufig gemeinsam mit seinem Bruder Alexander anfertigte. Im Jahr 1802 veröffentlichte er das Lehrbuch „Elements of the Graphic Arts“, in dem er systematische Zeichenmethoden für Amateurkünstler darstellte. Auch ein Manuskript zur Miniaturmalerei ist bekannt. Sein Stil war geprägt von klarer Linienführung sowie einer zurückhaltenden Farbpalette und einer leichten Tiefenwirkung durch die Verwendung weniger Farben.